# Satoshi Tezuka
Satoshi Tezuka (手塚 聡, Tezuka Satoshi) est un footballeur japonais né le 4 septembre 1958 dans la préfecture de Tochigi au Japon.